# حطان
حطان (به فرانسوی: Hattane) یک منطقهٔ مسکونی در مراکش است که در Khouribga Province واقع شده‌است.
 حطان  ۱۰٬۲۸۴ نفر جمعیت دارد.